# Synagoge (Schifferstadt)

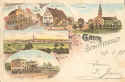
Ansichtskarte mit der Synagoge in Schifferstadt (links oben)

Die Synagoge in Schifferstadt, einer Stadt im Rhein-Pfalz-Kreis in Rheinland-Pfalz, wurde 1892 errichtet. Die Synagoge, die an der Bahnhofstraße 48 stand, wurde am 9. und 10. September 1892 feierlich eingeweiht. 

## Architektur
Die Synagoge in Schifferstadt war eine der letzten Synagogenbauten mit orientalisierenden Stilelementen. Als Vorbild diente die 1831/32 von Friedrich von Gärtner erbaute Synagoge in Ingenheim. Charakteristisch war in Schifferstadt der große Hufeisenbogen über dem Portal, der auf zwei Kapitellen ruhte. Im Inneren war die Synagoge flach gedeckt, die blau gestrichene Decke war mit Sternen geschmückt. Der Toraschrein war aus weißlackiertem Holz gearbeitet.

## Geschichte
Vermutlich wurden bis um 1933 Gottesdienste gefeiert. Auf Grund des Wegzuges mehrerer Familien in der Zeit des Nationalsozialismus wurde es immer schwerer, den Minjan, die nötige Zehnzahl der jüdischen Männer zum Gottesdienst, zu erreichen. 
Beim Novemberpogrom 1938 wurde die Synagoge am Morgen des 10. November durch SA-Männern aus Mutterstadt und Schifferstadt niedergebrannt. Nach dem Brand blieben nur noch die Grundmauern stehen. Die Jüdische Gemeinde Schifferstadt war gezwungen, im Mai 1939 das Synagogengrundstück und das noch stehende Lehrerhaus an die Gemeinde Schifferstadt zu verkaufen.         
Nach 1945 ging das Synagogengrundstück im Rahmen des Restitutionsverfahrens an die Jüdische Kultusgemeinde der Rheinpfalz, die es 1951 an Privatpersonen in Schifferstadt verkaufte. Einige Jahre später wurde das Grundstück neu bebaut.

## Gedenken
Am 25. November 1984 wurde ein Gedenkstein auf dem Nachbargrundstück aufgestellt. Die Inschrift lautet: „Gen. 4,9 Dan. 3,17. Zum Andenken an die Schifferstadter Synagoge. 1892 hatten unsere jüdischen Mitbürger ihr Bethaus in der Bahnhofstrasse 48 errichtet. 1938 führte fanatischer Rassenwahn zu ihrer Zerstörung durch Brand. An dieser Stelle gedenken wir auch unserer jüdischen Familien Bender, Freundlich, König, Landmann, Levy, Löb, Mängen, Mayer Bernh., Mayer Isaak, Mayer Ludwig, Reiss, Rubel, Oppenheimer, Weiler. Die Judenverfolgung der NS-Zeit hat über sie unsägliches Leid gebracht.“